# Temporada 1970 del Campeonato de Europa de Rally
La temporada 1970 fue la edición 18º del Campeonato de Europa de Rally. Comenzó el 13 de enero en el Rallye Lyon-Charbonnières - Stuttgart-Solitude y finalizó el 22 de noviembre en el Tour de Belgique. El certamen contaba con un amplio calendario de veintidós pruebas, aunque algunas como el Rally de Montecarlo, Rally Acrópolis y el Rally RAC que habían estado presentes desde el nacimiento del campeonato en 1953, no fueron incluidas al ser programadas para el Campeonato Internacional de Marcas estrenado en 1970 y que sería la antesala del Campeonato del Mundo de Rally. El ganador fue el francés Jean-Claude Andruet que con nueve participaciones a bordo del Alpine-Renault A110 1600 logró cinco victorias y seis podios.

## Calendario
| N.º | Fecha               | Rally                                           |
| --- | ------------------- | ----------------------------------------------- |
| 1   | 13-15 de marzo      | Rallye Lyon-Charbonnières - Stuttgart-Solitude  |
| 2   | 18-21 de marzo      | Rallye DDR - Pneumant Rallye                    |
| 3   | 26-30 de marzo      | Circuit of Ireland                              |
| 4   | 4-9 de mayo         | Internationale Tulpenrallye                     |
| 5   | 22-24 de mayo       | Int. Avd-Rallye Wiesbaden                       |
| 6   | 28-30 de mayo       | Int. Semperit - Rallye Bodensee - Neusiedlersee |
| 7   | 30-31 de mayo       | Rallye de Lorraine                              |
| 8   | 6-12 de junio       | Scottish Rally                                  |
| 9   | 18-21 de junio      | Rallye de Genève                                |
| 10  | 3-5 de julio        | Rally Vltava                                    |
| 11  | 16-19 de julio      | Rajd Polski                                     |
| 12  | 29-31 de julio      | Internationale Donau Elan-Elf Rallye            |
| 13  | 20-23 de agosto     | Rally de Finlandia                              |
| 14  | 27-29 de agosto     | Rally San Martino di Castrozza                  |
| 15  | 19-25 de septiembre | Tour de Francia Automovilístico                 |
| 16  | 1-3 de octubre      | Rally München-Wienna-Budapest                   |
| 17  | 2-5 de octubre      | Rali Internacional TAP                          |
| 18  | 10-11 de octubre    | Rally dell'Isola d'Elba                         |
| 19  | 16-18 de octubre    | Rallye der 1000 Minuten                         |
| 20  | 22-24 de octubre    | RACE Rallye de España                           |
| 21  | 7-8 de noviembre    | Tour de Corse                                   |
| 22  | 20-22 de noviembre  | Tour de Belgique                                |

## Resultados

### Campeonato de pilotos
| Pos. | Piloto              | LSS | DDR | IRL | TUP | WIE | SBN | LOR | SCO | GEN | CZE | POL | GER | FIN | SMC | FRA | MWB | POR | ELB | AUT | ESP | FRA | BEL | Puntos |
| 1.   | Jean-Claude Andruet | 1   |     |     |     |     |     | 1   |     | 1   | Ret | 1   | Ret |     | Ret |     | 1   |     |     |     |     | 2   |     | 70     |
| 2.   | Gilbert Staepelaere |     |     |     |     |     |     |     |     |     | 1   | 3   | Ret |     |     |     | 3   |     |     |     | 6   |     | 1   | 55     |
| 3.   | Bandera de ?        |     |     |     |     |     |     |     |     |     |     |     |     |     |     |     |     |     |     |     |     |     |     |        |
| 4.   | Achim Warmbold      | 4   |     |     |     | Ret | 1   | 9   |     |     |     | Ret |     | 9   |     |     |     | 4   |     |     |     |     |     | 46     |
| 5.   | Jean Ragnotti       | 7   |     |     |     | 2   |     |     | 6   |     | 6   |     |     |     |     |     | Ret |     | Ret |     | 7   | Ret |     | 44     |
| 6.   | Alcide Paganelli    |     |     |     | 1   |     |     |     |     |     |     |     | Ret |     |     | 4   |     |     |     | 3   |     |     | 2   | 25     |